# Tereza Budková
Tereza Budková (sinh ngày 24 tháng 9 năm 1990 ở Sezimovo Ústí, Tiệp Khắc) là một người mẫu và Á hậu 1 cuộc thi Hoa hậu Séc 2009, cuộc thi sắc đẹp quốc gia của Cộng hòa Séc sẽ chọn thí sinh tham gia các cuộc thi Hoa hậu Hoàn vũ, Hoa hậu Trái Đất và Hoa hậu Liên lục địa.. Cô cũng đại diện cho quốc gia này tại cuộc thi Hoa hậu Trái Đất 2009.

## Hoa hậu Trái Đất 2009
Cô tham dự Hoa hậu Trái Đất 2009 được tổ chức ở Trung tâm Hội nghị và khu nghỉ dưỡng Boracay Ecovillage ở Boracay, Philippines,.. Tuy không lọt vào Top 16 của cuộc thi nhưng cô đã giành được giải thưởng phụ Hoa hậu Ảnh (Miss Photogenic).